# Jatropha hernandiifolia
Jatropha hernandiifolia är en törelväxtart som beskrevs av Étienne Pierre Ventenat. Jatropha hernandiifolia ingår i släktet Jatropha och familjen törelväxter.

## Underarter
Arten delas in i följande underarter:
- J. h. hernandiifolia
- J. h. portoricensis